# Einsatz- und Ausbildungszentrum für Tragtierwesen 230
Das Einsatz- und Ausbildungszentrum für Tragtierwesen 230 (Eins-/AusbZ TrgTWes 230) ist eine Einheit für Nachschub mit Tragtieren der Gebirgsjägerbrigade 23. Sie hat in etwa Kompaniestärke. Die Einheit ist in der Hochstaufen-Kaserne am Standort Bad Reichenhall stationiert.
Mit seinen Haflingern und Maultieren, als hochgebirgstauglichen Transportmitteln, ist es neben Truppenteilen mit Diensthunden der einzige Truppenteil mit Diensttieren in der Bundeswehr. Das Einsatz- und Ausbildungszentrum zählt zu den Heereslogistiktruppen und ist befähigt, Nachschub in ungünstigem Gelände und unter schwierigen Wetterverhältnissen, insbesondere im Gebirge sowie bei Spezialoperationen, zu transportieren. Die Einheit gehört zur deutschen Gebirgstruppe und dient darüber hinaus, ähnlich wie die Zentren des Heeres, als zentrale Aus- und Weiterbildungsstätte und zur Weiterentwicklung des militärischen Tragtierwesens der Bundeswehr.

## Aufgaben

### Einsatz

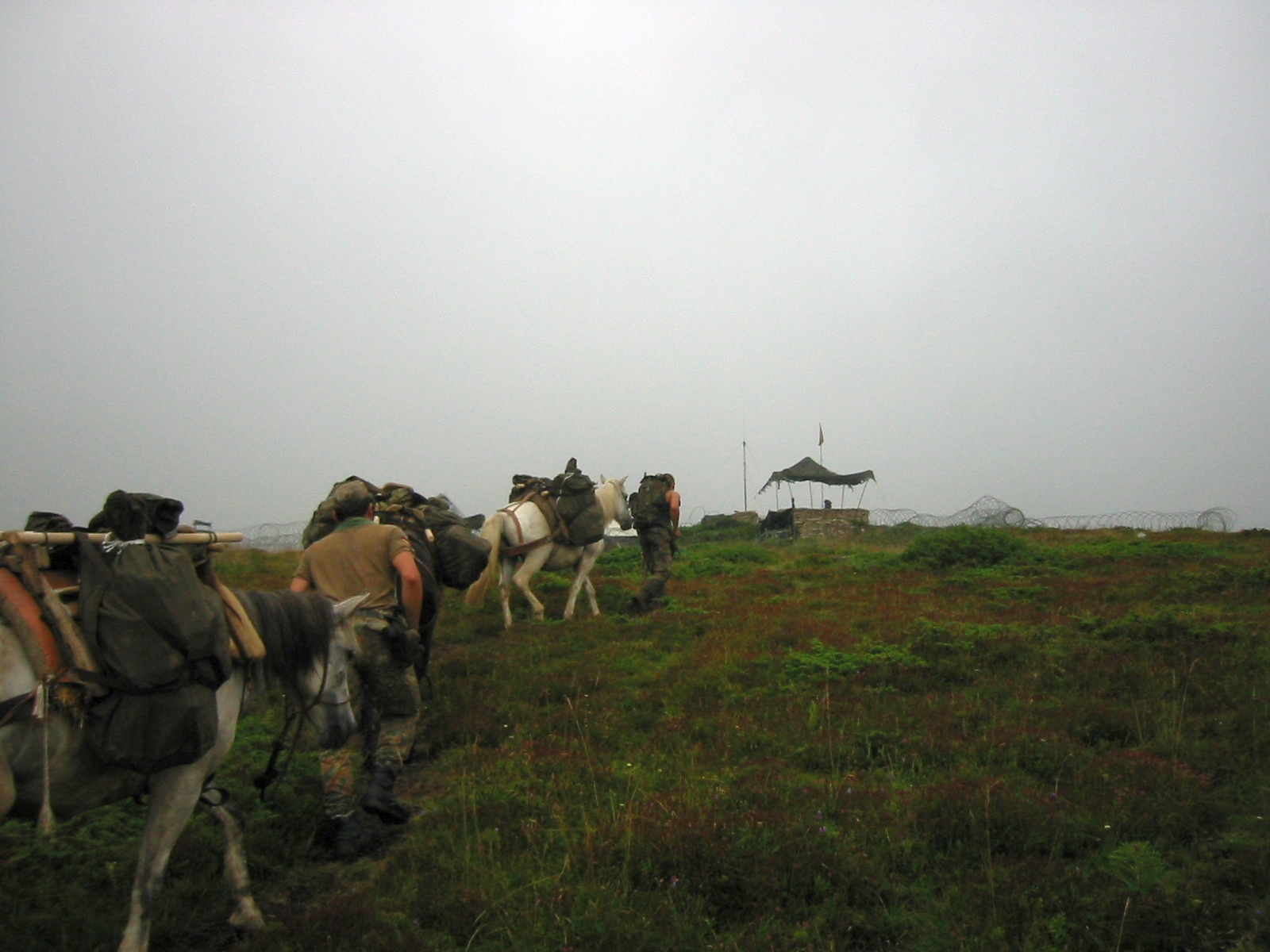
Soldaten des Eins-/AusbZ TrgTWes 230 und PzGrenBtl 391 bei der Versorgung des Observation Point Zitadelle (auf 2400 m Seehöhe) während der Tragtiererprobung des deutschen Heereskontingentes im Kosovo mit ausschließlich einheimischen Tragtieren, 2002

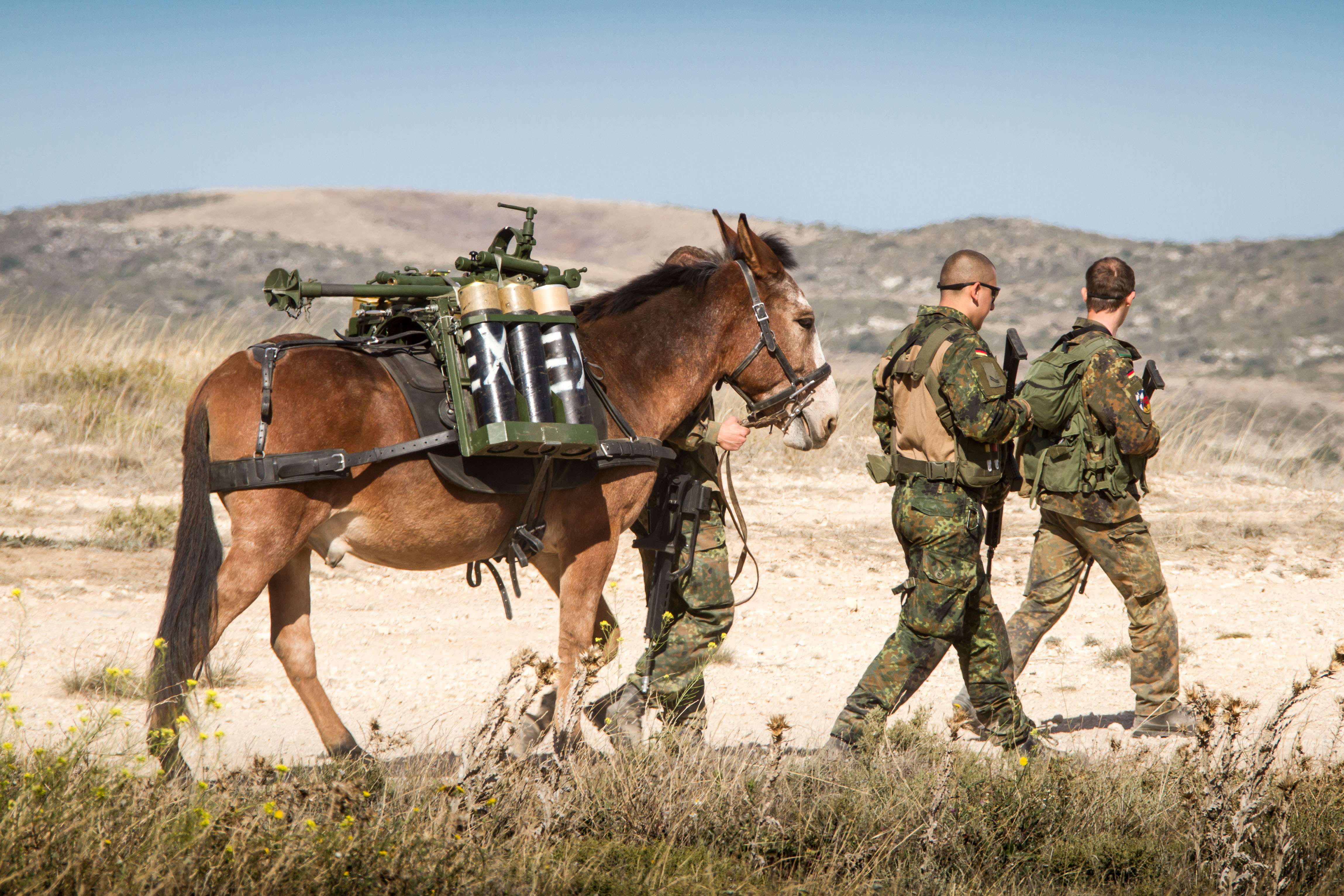
Soldaten und Maultier als Teil des NATO-Großmanövers Trident Juncture, 2015

Gebirgstruppen werden im Gebirge und schwierigem Gelände durch einen auf das Gebirge spezialisierten Train mittels Tragtieren insbesondere durch Maultiere als Transportmittel versorgt. Die Hauptaufgabe der Gebirgstragtierkompanie ist die Unterstützung der Gebirgsjägertruppe durch den nachfolgenden, selten begleitenden Transport von Waffen, Munition, Verpflegung sowie anderen Versorgungsgütern und die Anschlussversorgung. Diese Aufgabe wird entweder zusammen mit Rad- und Kettenfahrzeugen (in der Gebirgsjägerbrigade 23 ist dafür das Gebirgslogistikbataillon 8 ausgeplant) oder Hubschraubern wahrgenommen, oder bei schlechtem Wetter sowie unter extrem ungünstigen Geländebedingungen auch durch die Tragtiere allein.
Der Auftrag der Gebirgstragtiereinheit umfasst auch den Einsatz der Pferde als Reittiere bei der Erkundung, beim Halten von Verbindungen und im Spähtrupps in rückwärtigen Gebieten, weniger gefährdeten Räumen oder in schwierigem Gelände wie beim KFOR-Einsatz im Kosovo. Tragtiere kamen auch schon im Spezialeinsatz in Afghanistan zum Einsatz.
Auch in Zeiten von Hightech-Waffensystemen sind die Gebirgstragtiere der Bundeswehr die einzige Möglichkeit, die Truppe in schwierigem, stark durchschnittenem Gelände bei ungünstigem Wetter zu versorgen. So sieht die Heeresdienstvorschrift HDv 342/300 den Einsatz von Tragtieren in Friedensmissionen, aber auch in friedenserhaltenden, friedenserzwingenden, friedenskonsolidierenden und humanitären Einsätzen vor, und unterstützt daher auch Spezialkräfte im Einsatz.

#### Spezialeinsätze
Maultiere und Haflinger sind die einzigen Transportmittel, die in der Lage sind auch große Entfernungen, in schwierigem und stärker durchschnittenem Gelände, lautlos und unauffällig zu überwinden. Die Tragtierkompanie unterstützt daher auch Spezialkräfte wie das Kommando Spezialkräfte oder Fernspäher beim Transport von schweren Infanteriewaffen, Munition und Verpflegung zum Einsatzort sowie beim Rücktransport von Verwundeten und befreiten Geiseln zu einer Einsatzbasis im unwegsamen Gelände durch Tragtiere, seltener durch Reitpferde. Aufgrund der Gliederung sind diese jedoch im feinddurchsetzten Gebiet durch Sicherungselemente zu sichern. Für eine erweiterte Ausbildung wurden Angehörige des Kommandos Spezialkräfte beim Einsatz- und Ausbildungszentrum für Gebirgstragtierwesen 230 im Reiten ausgebildet.
Spähkräfte können in schwierigem Gelände durch Tragtiere beim Transport von Ausrüstung und Versorgungsgütern unterstützt und diese auch in Feindgebiet bis zu einem rückwärts gelegenen Versorgungspunkt mit Tragtieren verbracht werden. Dort sind die Lasten durch die Spezialkräfte zu übernehmen und von dort die letzte Wegstrecke selbst zu transportieren. Der Verbleib der Tragtiere im Verfügungsraum, um Abtransporte zu übernehmen oder sich unmittelbar zu entfernen, ist lageabhängig.

### Ausbildung und Weiterentwicklung
Ähnlich wie die Zentren des Heeres und die Truppenschulen bildet das Einsatz- und Ausbildungszentrum für Gebirgstragtierwesen 230 zentral für das Heer Personal und Tragtiere aus und erprobt neue Ausrüstung und Einsatzverfahren im Bereich Gebirgstragtierwesen.
Die allgemeine lehrgangsgebundene Ausbildung des Führernachwuchses im Bereich Nachschub übernimmt dagegen die Logistikschule der Bundeswehr. Für den veterinärmedizinischem Bereich ist das Einsatz- und Ausbildungszentrum auf die Zusammenarbeit mit den Ausbildungs- und Forschungseinrichtungen des Zentralen Sanitätsdienstes angewiesen.

## Geschichte
Die Bundeswehr stellte in der Gebirgstruppe bereits 1958 in Mittenwald die Gebirgstragtierkompanie 8 für die 1. Gebirgsdivision auf. Ein abgesetzter Zug lag ab Januar 1960 in Bad Reichenhall. Dieser Zug wurde zur Keimzelle des späteren Einsatz- und Ausbildungszentrums für Gebirgstragtierwesen 230. Die Gebirgstragtierkompanie 8 ging zum 20. Juli 1960 im Gebirgsversorgungsbataillon 8 auf.
1973 erfolgte eine Umgliederung in zwei selbstständige Tragtierkompanien: die Gebirgstragtierkompanie 220 in Mittenwald für die Gebirgsjägerbrigade 22, und die Gebirgstragtierkompanie 230 in Bad Reichenhall, die der Gebirgsjägerbrigade 23. Die Gebirgstragtierkompanie 220 wurde im April 1981 aufgelöst. Seit Oktober 1981 ist die Gebirgstragtierkompanie 230 die einzige noch Pferde und Maultiere haltende Einheit der Bundeswehr. Am 1. Oktober 1993 erfolgte die Umbenennung der Kompanie in Einsatz- und Ausbildungszentrum für Gebirgstragtierwesen 230, am 1. Juli 2014 in Einsatz- und Ausbildungszentrum für Tragtierwesen 230.
Ursprünglich wurden die Tragtiere zum Transport der 120-mm-Mörser der Gebirgsjägerbataillone und der 105-mm-Gebirgshaubitze Modell 56 der Gebirgsartilleriebataillone der Gebirgsjägerbrigaden und der für diese Geschütze notwendigen Munition im Gebirge eingesetzt. Sowohl die Mörser als auch vormals die Gebirgshaubitzen konnten in mehrere Traglasten zerlegt und auf speziellen Tragsätteln verlastet werden. Der Einsatz von Gebirgshaubitzen ist heute nicht mehr notwendig, da die Reichweite der Panzerartillerie mit Panzerhaubitzen eine ausreichende Artillerieunterstützung gewährleistet. Eine unmittelbare Feuerunterstützung durch die Schweren Jägerkompanien der Gebirgsjäger erfolgt weiterhin durch Mörser.
Aufgrund der im Kosovo gemachten Erfahrungen, wo ein großer Teil der Gebirgstragtierkompanie 230 im halbjährlichen Wechsel zur Friedenssicherung bei berittener Geländeüberwachung und Patrouillen eingesetzt wird (vgl. die schweizerischen Patrouillenreiter), sowie wegen der politischen Forderung, zukünftig zwei Auslandseinsätze gleichzeitig durchführen zu können, wird die Erweiterung der Struktur der Tragtierkomponente erwogen.
Es wird trotzdem immer wieder über die Abschaffung des Zentrums diskutiert. Ein Bedarf der Truppe besteht allerdings durchaus, wie etwa die lokale Anmietung von afghanischen Eseln durch mehrere Kampfeinheiten der Task Force Kunduz in Afghanistan in den Jahren 2010 und 2011 zeigte. Auch Spezialkräfte haben im multinationalen Umfeld sowie hierzulande die Vorteile des Einsatzes der Tiere zum Reiten oder zum Transport von Wasser und Ausrüstung längst erkannt. In Bad Reichenhall findet inzwischen jährlich ein mehrwöchiger Reit- und Transportkurs für die Angehörigen des Kommandos Spezialkräfte statt. Angesichts der zunehmenden Technisierung und Automatisierung des militärischen Gefechtsfeldes mag diese Entwicklung unkonventionell und befremdlich anmuten, die Vorzüge des Einsatzes von Mulis und Pferden in schwierigem Gelände und bei extremen Temperaturen, in minenverseuchten oder durch Sprengfallen gefährdeten Gebieten sowie während Aufklärungsaufträgen oder in urbanen Operationen sind jedoch augenscheinlich und sind je nach Lage und Einsatzgebiet die einzige Alternative zu mechanisierten Transportsystemen.
Neben den regelmäßigen Berg- und Bewegungsmärschen wird die Zwieselalm nahe der Kaserne durch die Mulis mit Nahrungsmitteln beliefert, Abfälle und leere Gasflaschen werden ins Tal verbracht.
Weiterhin veranstaltet das Eins-/AusbZ TrgTWes 230 jedes Jahr ihre Stallweihnacht, eine Eigeninterpretation der Weihnachtsgeschichte, mit viel Musik und besonders hervorgehobenen bayerischen Dialekten. Die Schausteller sind Soldaten aus den eigenen Reihen, außerdem kommen neben einem Muli auch Schafe und ein Ochse zum Einsatz.

## Organisation und Führung

Taktisches Zeichen des Einsatz- und Ausbildungszentrums für Tragtierwesen 230

Das Einsatz- und Ausbildungszentrum wird in den Strukturen einer Kompanie geführt und besteht aus einer Kompanieführungsgruppe und drei Tragtierzügen. Der Kompaniechef bekleidet den Dienstgrad Oberfeldveterinär. Er und sein Stellvertreter sind Sanitätsoffiziere und approbierte Veterinäre. Diese übernehmen die medizinische Betreuung der Reit- und Tragtiere. Einige Soldaten sind Hufbeschlagschmiede und Pferdewirte mit Zusatzausbildung Pferdepfleger sowie Pferdewirtschaftsmeister.

## Tragtiere

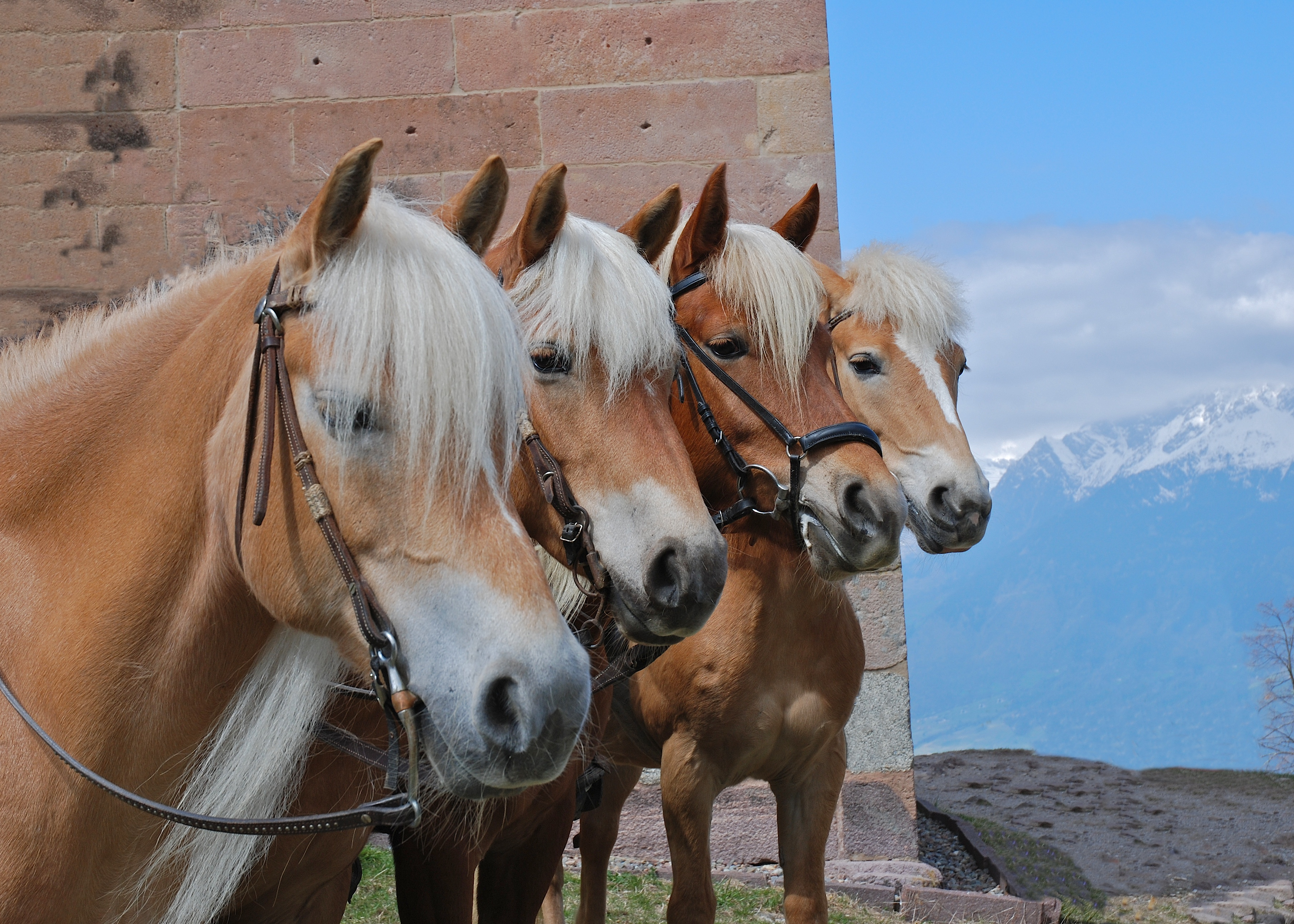
Haflinger

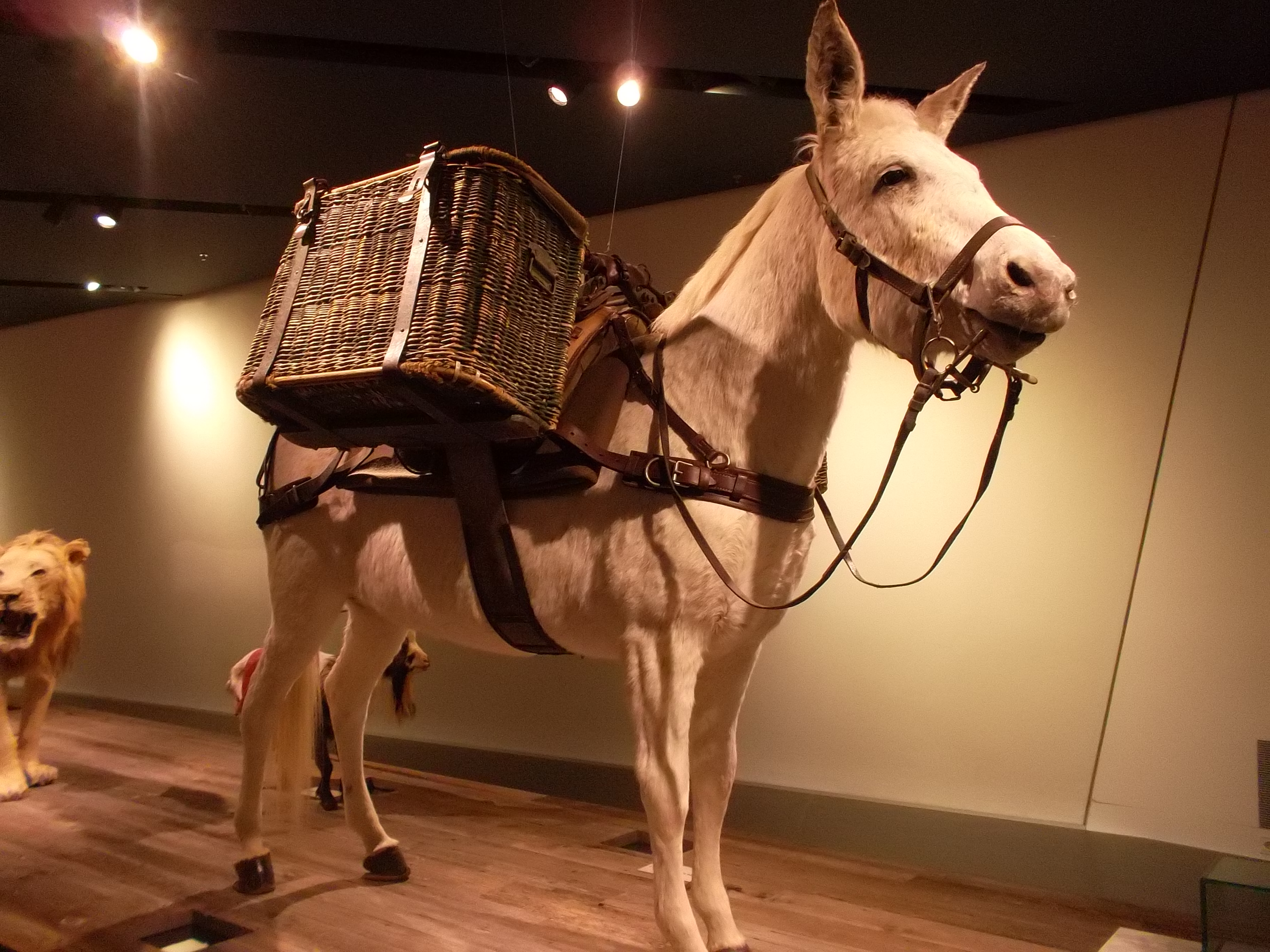
Ausgestopftes Maultier mit Bundeswehr-Tragegeschirr im Militärhistorischen Museum der Bundeswehr

Die drei Tragtierzüge verfügen über je 24 Tragtiere (acht Haflingern als Reit- und Tragtiere und 16 Maultiere (Mulis)). Die gesamte Traglast liegt damit bei rund zweieinhalb Tonnen je Zug zuzüglich Eigenbedarf. Die Kompanie hat im Veterinärtrupp weitere sechs Tragtiere, die als Umlaufreserve bereitgehalten werden. Die Tiere können sowohl mit Reitsattel oder Packsätteln als auch mit einachsigen Karren zum Einsatz kommen. Als Transportmittel für die Tragtiere werden spezielle LKW 5t tmilgl  mit Transportaufbau genutzt. Die Container verfügen über einen Stallraum zur Unterbringung von vier Tragtieren. Mulis und Haflinger werden nach etwa 15 Jahren außer Dienst gestellt und sind dann zwischen 20 und 25 Jahre alt.
Für den Einsatz als Tragtier bedarf es einer mehrwöchigen Ausbildung und Übungsphase, bei der das Tier Vertrauen zum Tragtierführer fassen muss und der Tragtierführer seine Eigenschaften kennenlernt. Daher können im Einsatz auch einheimische Hilfskräfte als Tragtierführer mit ihren Tragtieren eingesetzt und ausgebildete Tragtierführer als Führungspersonal herangezogen werden.
Die Versorgungsnummer für das Maultier ist: 8820-12-123-0282.